# رينكسينت
رينكسينت (بالفرنسية: Rinxent)‏ هي بلدية تقع في إقليم باد كاليه من منطقة نور با دو كاليه في شمال فرنسا. تبلغ مساحة هذه المدينة 8.38 (كم²)، وترتفع عن سطح البحر 79 م، يبلغ عدد سكانها 2790 نسمة حسب إحصاء المعهد الوطني للإحصاء والدراسات الاقتصادية سنة 2009 م. وترأس Bernard Chaussoy البلدية خلال فترة (2008-2014).

## أعلام
- فيليكس غوتالس